# Освітлення евакуаційне

Позначка аварійного виходу

Осві́тлення евакуаці́йне — освітлення для евакуації людей з приміщення при аварійному відімкненні нормального освітлення.
Основні функції евакуаційного освітлення:
- позначення аварійних виходів і шляхів проходження до них (світильники типу «ВИХІД»);
- освітлення шляхів евакуації;
- освітлення перешкод на шляху евакуації (сходів, дверних отворів).

Евакуаційне освітлення необхідне:
- на шляхах евакуації людей з виробничих і громадських будівель, де перебуває більше 50-ти осіб;
- у всіх виробничих приміщеннях з числом працюючих більше 50-ти осіб;
- у виробничих приміщеннях, вихід з яких у темряві небезпечний;
- на сходах житлових будинків висотою 6 поверхів і більше.